# John MacCulloch
John MacCulloch, född 6 oktober 1773 på Guernsey, död 21 augusti 1835, var en skotsk geolog.
MacCulloch studerade först medicin i Edinburgh, där han blev medicine doktor 1793, men ägnade sig sedan åt geologin och särskilt åt utredandet av Skottlands geologi. Hans viktigaste verk är Description of the Western Islands of Scotland (två delar, 1819). Han var en noggrann och skarpsinnig iakttagare, som huvudsakligen intresserade sig för den mineralogiska och petrografiska sidan av geologin.